# Вальторта
Вальторта (італ. Valtorta) — муніципалітет в Італії, у регіоні Ломбардія, провінція Бергамо.
Вальторта розташована на відстані близько 520 км на північний захід від Рима, 65 км на північний схід від Мілана, 34 км на північ від Бергамо.
Населення — 286 осіб (2014).

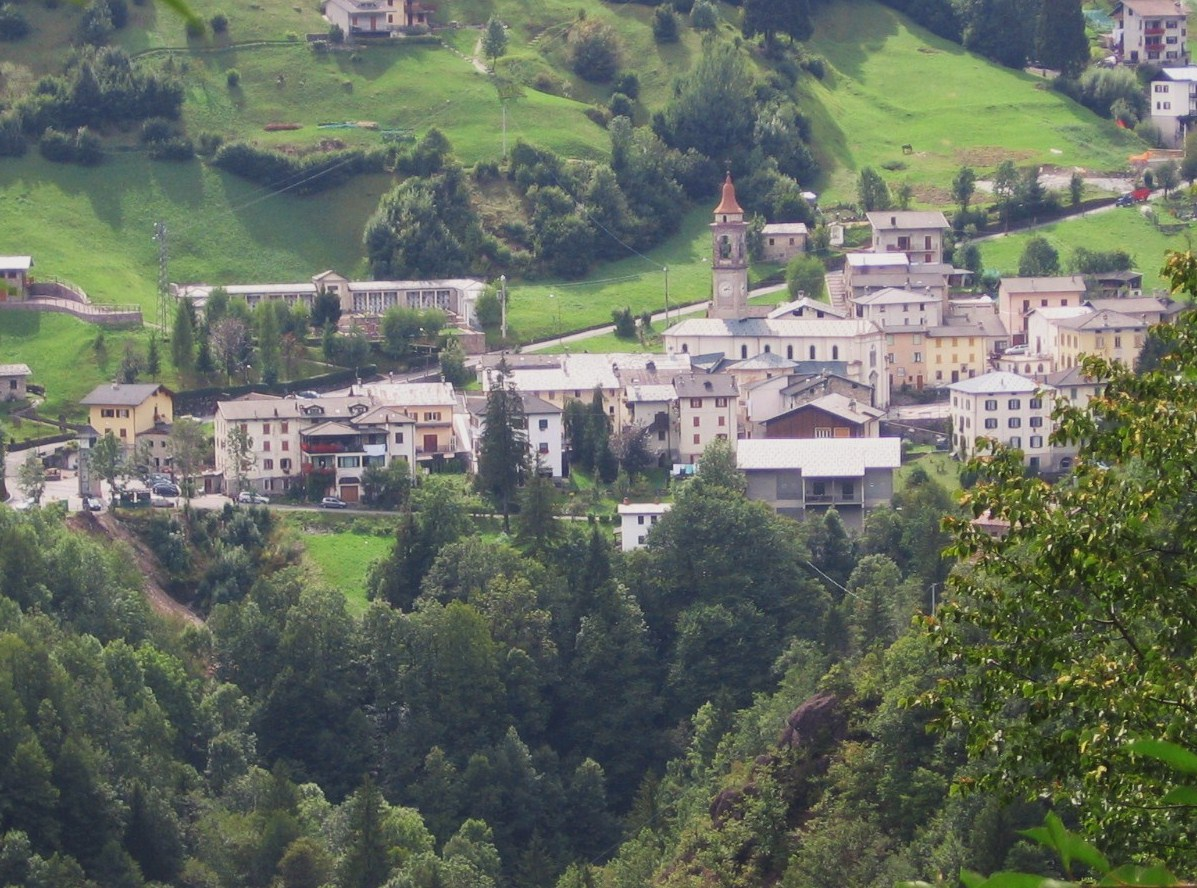

Щорічний фестиваль відбувається 15 серпня. Покровителька — Богородиця Небовзята.

## Демографія
Населення за роками:

Станом на 1 січня 2023 року в муніципалітеті офіційно проживав 1 іноземець (громадянин Угорщини).

## Сусідні муніципалітети
- Барціо
- Кассільйо
- Джерола-Альта
- Інтробіо
- Орніка
- Ведезета